# Gelsolina

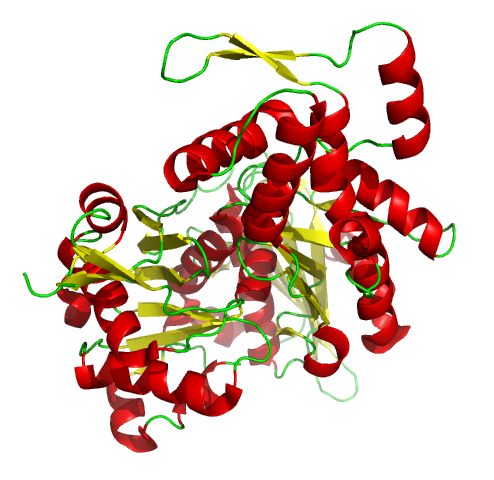
Estructura de la gelsolina.

La gelsolina és una proteïna d'unió a actina que intervé en l'acoblament i desacoblament dels filaments d'actina. La gelsolina causa la fragmentació de l'actina filamentosa. Té dos subdominis d'unió a l'actina: un d'ells s'acobla lateralment a una subunitat i l'altre s'introdueix a la unió entre aquesta subunitat i la següent, cosa que causa el trencament del filament. A més, encaputxa l'extrem més. En deixar lliure només l'extrem menys, s'afavoreix la despolimerització.
L'actina pot trobar-se formant xarxes gràcies a certes proteïnes d'unió, de forma que adquireix una consistència de gel (col·loide). L'acció fragmentadora de la gelsolina transforma aquest gel en sol. D'aquí ve el seu nom.
La gelsolina s'activa amb un increment de la concentració citosòlica de Ca2+.

## Estructura
La gelsolina té una massa molecular de 82 kD i està formada per sis subdominis homòlegs, anomenats d'S1 a S6. Cada subdomini està compost de làmines beta de cinc cadenes, flanquejades per dues hèlixs alfa, una de les quals està posicionada perpendicularment a la làmina i l'altra paral·lelament.